# Marija Szałajewa
Marija Aleksandrowna Szałajewa (ros. Мария Александровна Шалаева, ur. 15 marca 1981 w Moskwie) – rosyjska aktorka filmowa.

## Życiorys
Urodziła się w Moskwie. Ukończyła studia na wydziale aktorskim Państwowego Instytutu Kinematografii Federacji Rosyjskiej im. Siergieja Gierasimowa.
Na Międzynarodowym Festiwalu Państwowego Instytutu Kinematografii Federacji Rosyjskiej w 2001 otrzymała nagrodę za Najlepszą Rolę Kobiecą w filmie One day before Birthday.. W 2007 na Sochi Open Russian Film Festival wywalczyła nagrodę dla Najlepszej Aktorki za rolę w filmie Rusałka. Również za tę kreację w 2008 zdobyła Nagrodę Nika w kategorii Aktorka.

## Filmografia
- 2001 Zawtra dien' rożdienija
- 2002 Umniak
- 2003 Beema jako dziewczyna przy telegrafie
- 2004 Masza jako Masza
- 2005 Nocna zmiana jako dziewczyna Dania
- 2006 Czaj, kofe, potancujem jako Lena
- 2007 Rusałka jako Alisa
- 2008 Miest jako Polina
- 2008 Nirwana jako Wel
- 2008 Stories on human rights jako żona (głos)
- 2009 Ja jako Czera
- 2012 Będę przy tobie jako Inna